# Colaulus erugus
Colaulus erugus är en stekelart som beskrevs av Jonathan 1993. Colaulus erugus ingår i släktet Colaulus och familjen brokparasitsteklar. Inga underarter finns listade i Catalogue of Life.